# БТА (телескоп)

Сравнение основных зеркал некоторых телескопов (БТА обозначен тёмно-синим кружком)

Большой телескоп азимутальный (БТА) — оптический телескоп с диаметром главного монолитного зеркала 6 метров, крупнейший в Евразии. Установлен в Специальной астрофизической обсерватории (САО РАН) близ посёлка Нижний Архыз в Зеленчукском районе Карачаево-Черкесии.
С момента ввода в эксплуатацию в 1975 году БТА являлся самым большим телескопом в мире, превзойдя 5-метровый телескоп Хейла Паломарской обсерватории. Он удерживал этот статус до 1993 года, когда заработал телескоп Кека с 10-метровым сегментированным зеркалом. При этом БТА оставался телескопом с крупнейшим в мире монолитным зеркалом до введения в строй в 1998 году телескопа VLT с зеркалом диаметром 8,2 м.

## История создания

### Предпосылки и проектирование
Идея создания крупнейшего в мире телескопа в СССР начала формироваться в конце 1950-х годов. Официально о решении правительства было объявлено на 10-й Генеральной ассамблее Международного астрономического союза в Москве в 1958 году. Постановление Совета Министров СССР о создании телескопа-рефлектора с зеркалом диаметром 6 метров было принято 25 марта 1960 года. Головным разработчиком было назначено Ленинградское оптико-механическое объединение (ЛОМО), а главным конструктором — доктор технических наук Баграт Константинович Иоаннисиани.

### Эволюция телескопостроения и выбор монтировки
Выбор альт-азимутальной монтировки для БТА стал революционным инженерным решением, определившим развитие крупных телескопов на десятилетия вперёд. Исторически телескопы-рефракторы (линзовые) уступили место рефлекторам (зеркальным), предложенным Исааком Ньютоном, из-за отсутствия у последних хроматической аберрации. Для удобства наблюдений доминирующей стала экваториальная монтировка, которая компенсирует суточное вращение Земли движением только по одной оси.
Однако с ростом диаметра зеркала масса и сложность экваториальной монтировки растут экспоненциально. Считалось, что 5-метровый телескоп Хейла, подвижная часть которого весит около 1000 тонн, достиг технологического предела для такой схемы. Советские инженеры под руководством Б. К. Иоаннисиани пошли на смелый шаг: они вернулись к механически более простой и компактной альт-азимутальной монтировке, решив сложнейшую для того времени задачу её полной автоматизации. Это потребовало создания сложной системы управления на базе ЭВМ, которая в реальном времени рассчитывала движение телескопа по двум осям с переменными скоростями. Такое решение позволило сделать конструкцию значительно легче (подвижная часть БТА — 650 тонн) и жёстче, что и предопределило успех проекта.

### Изготовление главного зеркала, строительство и монтаж
Создание 6-метрового зеркала стало одной из самых сложных задач проекта. Работы были поручены Лыткаринскому заводу оптического стекла (ЛЗОС) совместно с Государственным оптическим институтом им. С. И. Вавилова (ГОИ).
- Отливка и обработка. В ноябре 1964 года была отлита 70-тонная заготовка из специального стекла марки 316. После двухлетнего отжига (медленного охлаждения) для снятия внутренних напряжений заготовку почти полтора года обрабатывали на уникальном карусельном станке, снимая 28 тонн стекла для придания ей формы мениска. В 1968 году 42-тонная заготовка была передана на ЛОМО для финальной полировки, которая продолжалась почти 10 лет[2].
- Строительство и транспортировка. Место для обсерватории было выбрано на склоне горы Семиродники на высоте 2070 м. Перевозка частей телескопа стала уникальной логистической операцией. Главное зеркало доставляли в специальном термоизолированном контейнере сначала по воде (через канал Москва-Волга, Волгу и Волго-Донской канал до Ростова-на-Дону), а затем на трейлерах по дорогам Северного Кавказа[2].
- Ввод в эксплуатацию. Сборка телескопа в башне началась в 1969 году. Главное зеркало было установлено в октябре 1974 года. 30 декабря 1975 года Государственная комиссия утвердила акт о приёмке БТА в эксплуатацию[2].

## Устройство телескопа

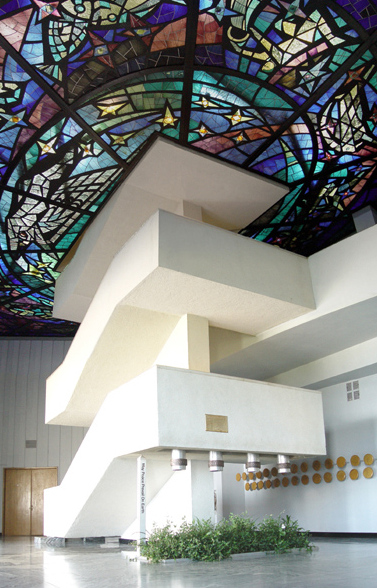
БТА внутри башни

БТА является телескопом-рефлектором, установленным на альт-азимутальной монтировке.

### Оптическая схема
Основным элементом является главное параболическое зеркало диаметром 605 см с фокусным расстоянием 24 метра (относительное отверстие 1:4). Телескоп может работать в нескольких фокусах:
- Главный фокус (F/4): расположен в кабине наблюдателя в верхней части трубы. Обеспечивает наименьшие потери света. С помощью двухлинзового корректора поле зрения может быть увеличено с 2 до почти 10 угловых минут.
- Фокусы Несмита (F/30.7): два фокуса, расположенные по бокам трубы на специальных балконах. Свет от главного зеркала отражается на вторичное выпуклое гиперболическое зеркало, а затем плоским диагональным зеркалом направляется в один из двух фокусов. Здесь размещается тяжёлое стационарное оборудование.

### Монтировка и механика
Альт-азимутальная монтировка позволяет телескопу двигаться по высоте (зенитному расстоянию) и азимуту. Масса подвижной части телескопа составляет около 650 тонн, а общая масса — около 850 тонн. Для обеспечения плавного и точного вращения такой массы впервые для телескопа такого класса были применены гидростатические масляные подшипники. На тонкой плёнке машинного масла, подаваемого под давлением около 70 атмосфер, подвижная часть телескопа фактически «плавает», что сводит механическое трение к минимуму.

### Система управления
Для управления телескопом на альт-азимутальной монтировке была создана специализированная электронно-цифровая управляющая машина (ЭЦУМ). Она в реальном времени производит преобразование небесных экваториальных координат в азимутальные координаты телескопа, вычисляет скорости движения по осям и управляет приводами. Изначально управление производилось с громоздкого пульта, показанного в фойе башни, однако сейчас система полностью модернизирована и позволяет вести наблюдения удалённо с помощью компьютера. Точность наведения составляет около 10 угловых секунд, а точность ведения — около 0,2 диаметра изображения звезды.

## Главное зеркало

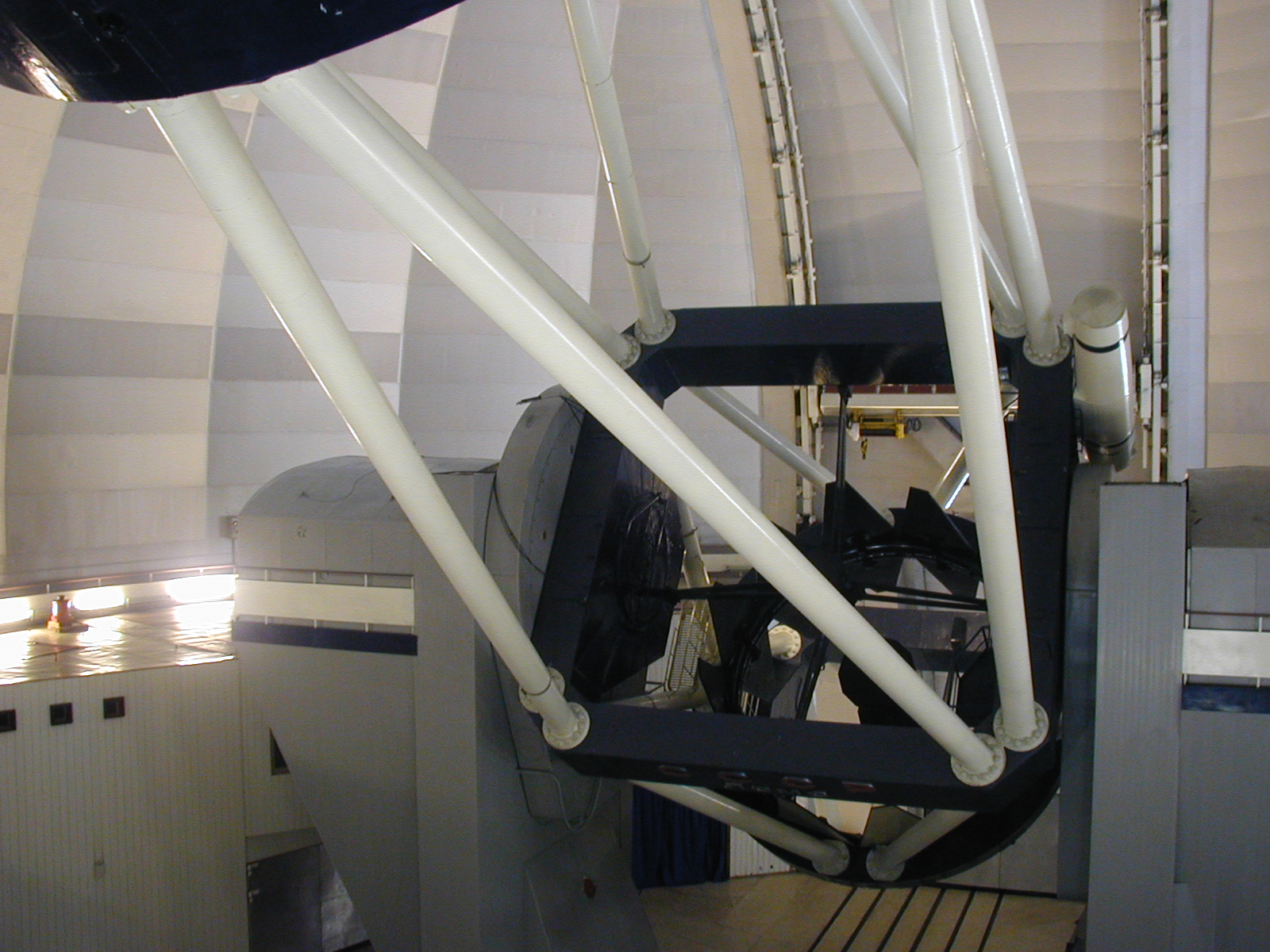
Главное зеркало БТА

Главное зеркало является ключевым элементом телескопа, и его история полна сложностей.
- Первое зеркало (1975—1979). Установленное в 1975 году зеркало оказалось некачественным. Из-за наличия дефектов на поверхности, которые ухудшали изображение, оно было заменено в 1979 году[5].
- Второе зеркало (1979—2018, с 2019). Второе зеркало, изготовленное по усовершенствованной технологии, было установлено в 1979 году. Со временем его отражающая поверхность начала деградировать. Анализ показал, что одной из основных причин стало постепенное разрушение полированного слоя из-за химической неустойчивости стекла 316 к кислотной очистке, которая применялась в технологическом процессе[4]. Принятые меры по изменению технологии очистки позволили увеличить срок службы отражающего покрытия с 3—5 до 10 лет[4].
- Модернизация первого зеркала и его возвращение (2007—2019). В 2007 году было принято решение провести глубокую модернизацию (переполировку) первого зеркала на ЛЗОС. Работы завершились в 2017 году, и в июле 2018 года обновлённое зеркало было установлено на телескоп[6]. Однако тестовые наблюдения показали, что качество изображения не соответствует ожиданиям. В июне 2019 года руководство САО РАН приняло решение снять модернизированное зеркало и вернуть на телескоп второе, проверенное временем, предварительно обновив на нём отражающий слой[7][8].

## Проблемы и текущее состояние

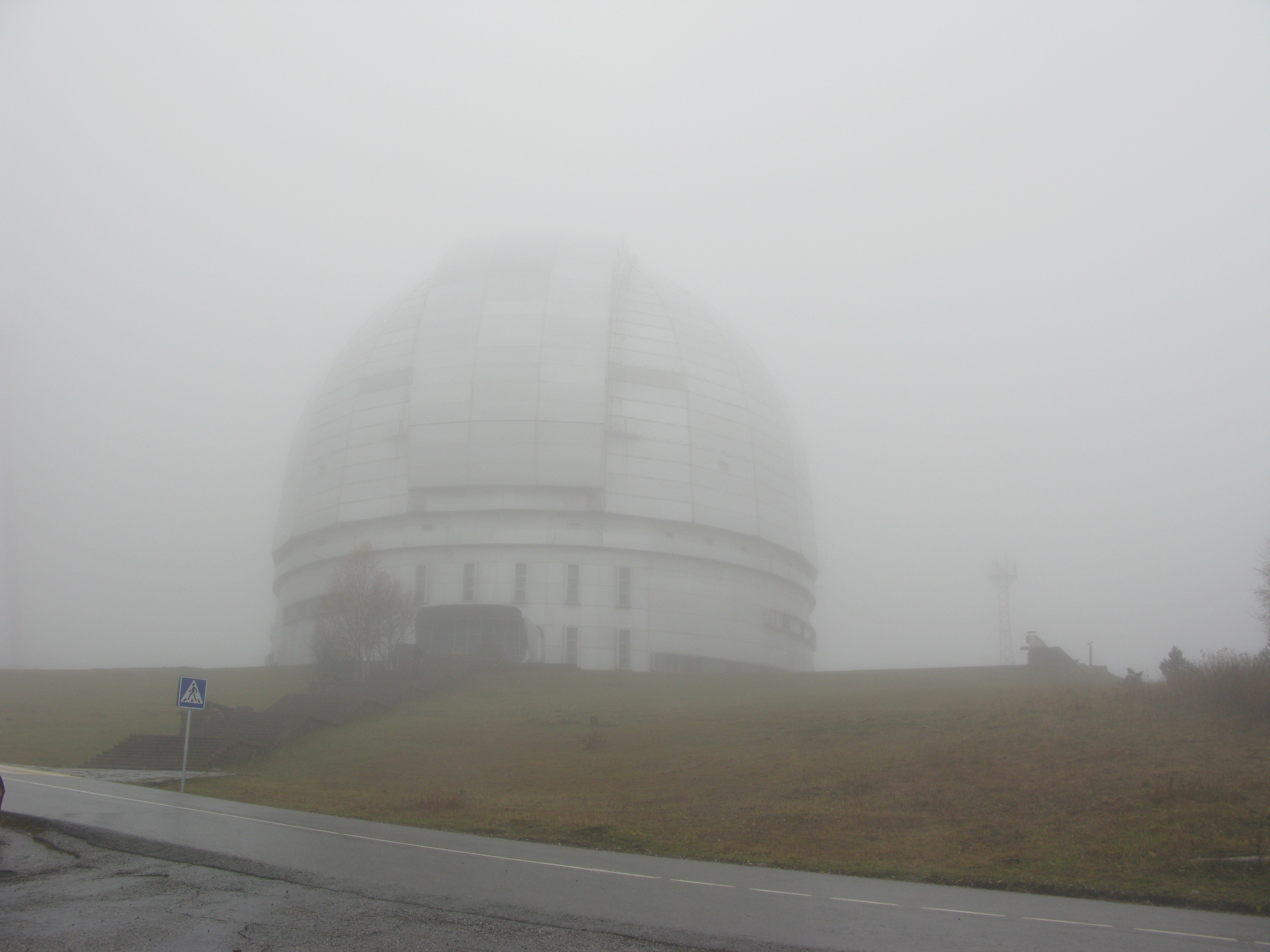
Главная обсерватория в тумане

Основными проблемами, ограничивающими возможности БТА, являются:
- Астроклимат и тепловой режим башни. Место установки телескопа характеризуется нестабильной погодой. Среднегодовой бюджет наблюдательного времени (по данным за 1984—1994 годы) составляет около 1653 часов, или 42% от теоретически возможного, что по современным меркам является невысоким показателем[4]. Штатная система термостабилизации башни оказалась неэффективной, и сейчас используется принудительная вентиляция подкупольного пространства наружным воздухом. Однако её возможности ограничены из-за постоянного притока тепла от системы маслопитания гидростатических опор и других помещений башни[4].
- Температурные деформации зеркала. Большая масса главного зеркала (42 тонны) приводит к значительной тепловой инерции. Быстрые колебания ночной температуры (с характерным периодом около 10 суток и амплитудой до 5 °C) вызывают развитие в зеркале температурных градиентов. При скорости охлаждения зеркала более 2 °C в сутки его форма искажается, что приводит к значительным аберрациям и ухудшает качество изображения в 1,5 раза[4]. По этой причине запрещено открывать купол при разнице температур внутри и снаружи более 10 °C.
- Ошибки ведения и наведения. Несмотря на высокое качество механики, существуют неустранимые штатными средствами высокочастотные ошибки ведения. Исследования выявили постоянные колебания изображения с частотами около 0,1 Гц (амплитудой до 0,5″) и 0,8—0,9 Гц (амплитудой до 0,2″). Эти колебания вызываются ветровыми нагрузками на телескоп и внутренними резонансами в системе приводов, что ограничивает возможности телескопа при наблюдениях, требующих высокого пространственного разрешения[4].
- Отсутствие адаптивной оптики. В отличие от большинства современных крупных телескопов, на БТА нет системы адаптивной оптики, которая могла бы в реальном времени корректировать искажения, вносимые атмосферой.

Несмотря на эти проблемы, БТА остаётся важным научным инструментом, особенно для задач, где важна светособирающая мощь, а не предельное разрешение, таких как спектроскопия слабых объектов и спекл-интерферометрия. Телескоп способен наблюдать объекты до 26-й звёздной величины.

## Инструменты и обслуживание

### Научные инструменты
За время эксплуатации на телескопе использовалось множество научных приборов. В XXI веке основными инструментами являются:
- SCORPIO — фокальный редуктор, установленный в главном фокусе. Позволяет проводить съёмку изображений в различных оптических фильтрах, а также спектроскопию с низким разрешением[3].
- ОЗСП (Основной звёздный спектрограф) — старейший спектрограф телескопа, расположенный в одном из фокусов Несмита. Предназначен для детального изучения спектров ярких звёзд[3].
- НЭС (Nasmith Echelle Spectrograph) — эшелле-спектрограф высокого разрешения, установленный во втором фокусе Несмита. Позволяет получать спектры звёзд с высокой детализацией для изучения их химического состава и физических характеристик[3].

### Обслуживание главного зеркала
Отражающее покрытие главного зеркала требует регулярного ухода. Раз в год его поверхность моют специальными растворами для удаления пыли и загрязнений. Примерно раз в 10 лет проводится полное обновление отражающего слоя. Для этого зеркало вместе с оправой снимается с телескопа и перемещается в специальную вакуумную установку алюминирования (ВУАЗ-6), расположенную в том же здании. Эта возможность является важным преимуществом БТА, так как исключает необходимость рискованной транспортировки зеркала за пределы обсерватории.

## Галерея

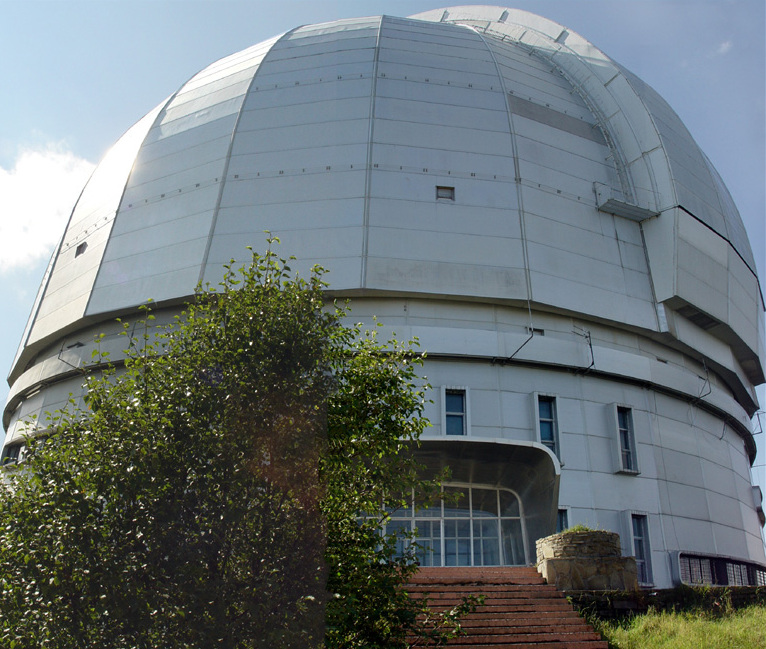
Главная обсерватория (Большой Телескоп Азимутальный)
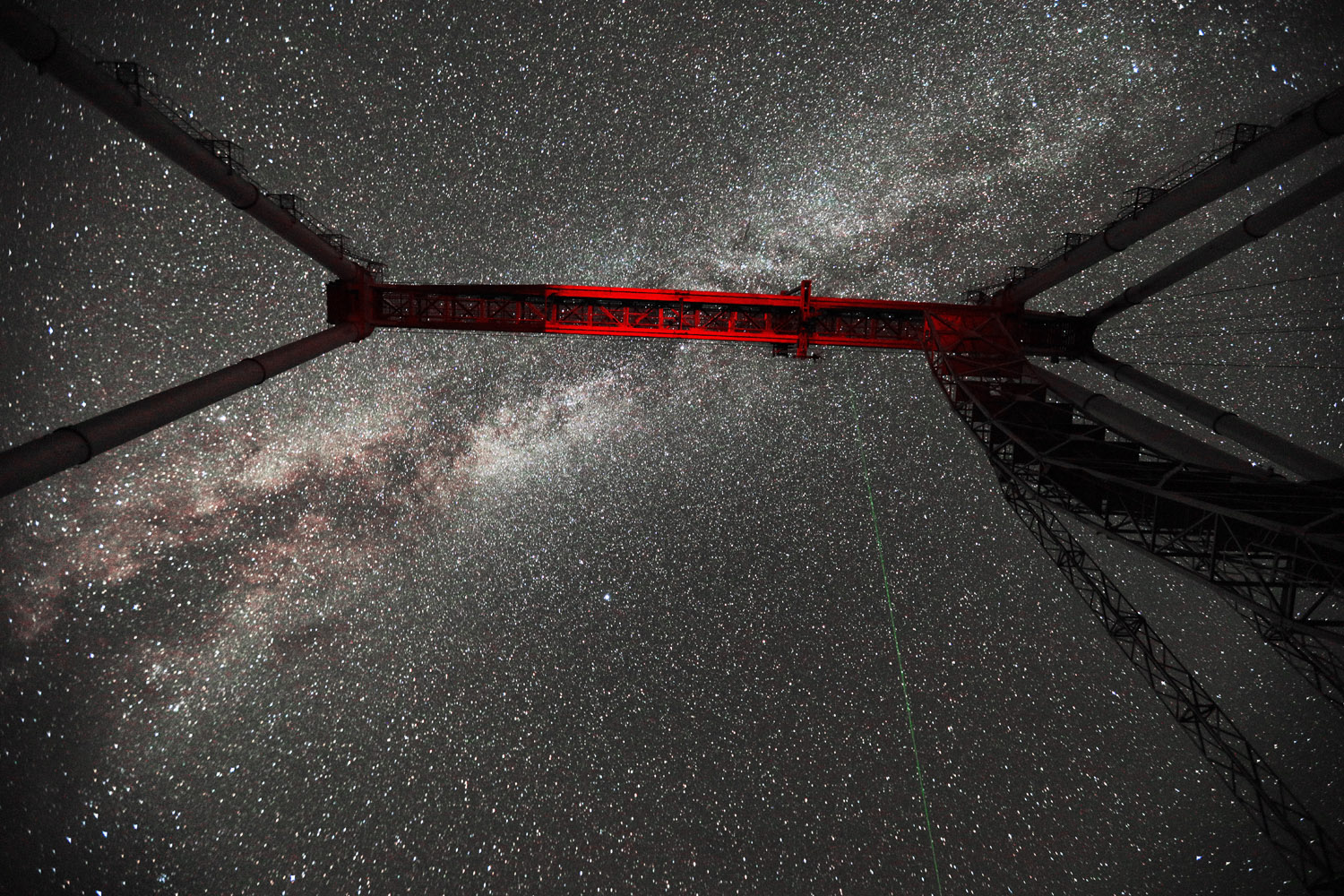
Кран башни БТА
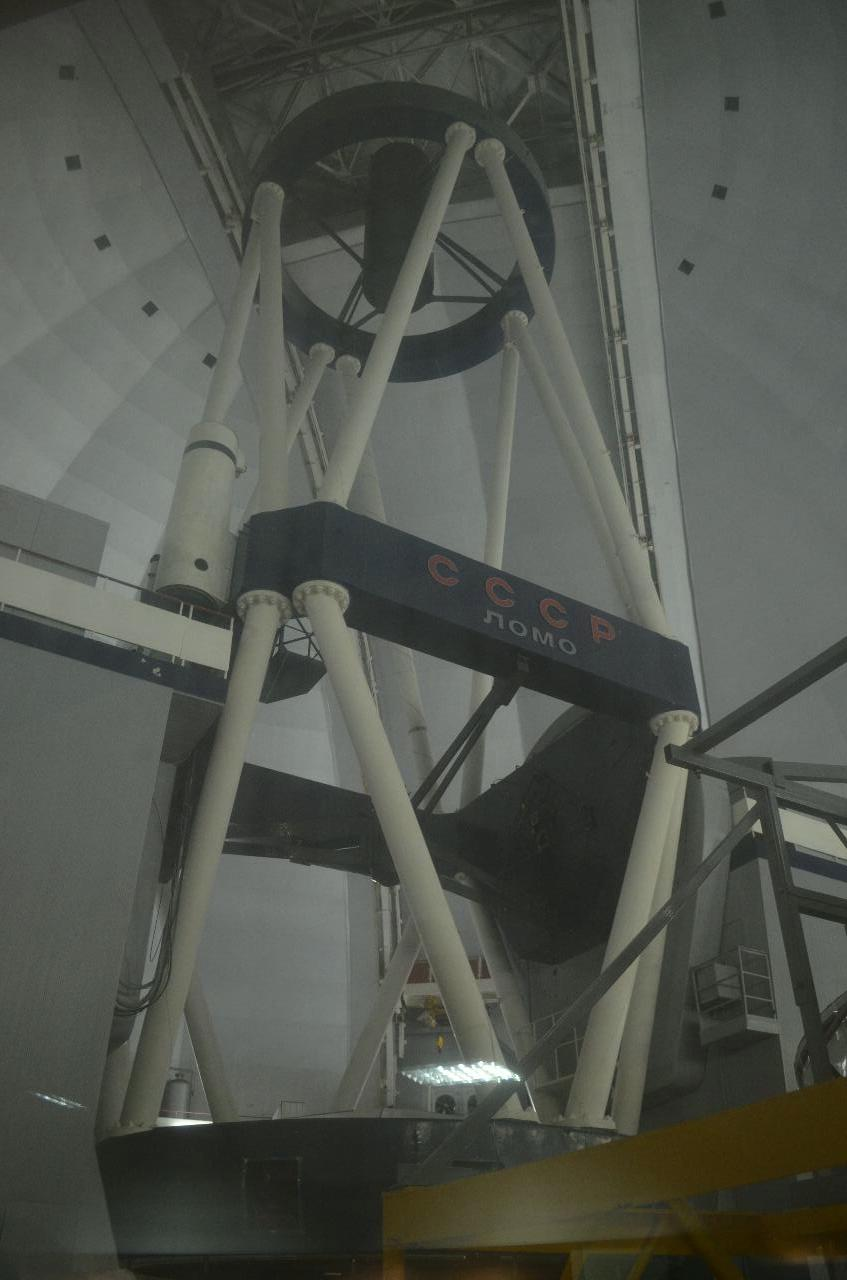
Главное зеркало